# 徐行
徐行（じょこう）とは、運転における交通法規の用語のひとつ。

英語が併記された徐行の道路標識(329-A)。

## 定義
徐行は道路交通法第二条で「車両等が直ちに停止することができるような速度で進行することをいう。」と定義されている。最高速度規制と同様に速度を制限するが同法に具体的な速度は示されていない。
ただ、自転車が歩道を通行するときの「徐行」の例示として「時速4、5キロぐらい」とする警察庁交通局交通企画課長の国会発言がある。
俗に「最徐行」という言葉もあるが法律では定義されておらず「徐行よりさらに気をつけて通過してほしい」という強調の際に使われる言葉である。
ただし、徐行義務がある自転車の歩道通行とほぼ同等の存在である特定小型原動機付自転車の歩道モード（特例特定小型原動機付自転車）や、道路交通法施行規則第1条の4に規定するシニアカーを含む「原動機を用いる身体障害者用の車いす」のように、歩道を走行できる車両の基準が時速6キロメートルを超える速度を出すことができないことと規定されていることから、その程度の速度が想定されていると考え得る。

## 徐行すべき場所（通則）
道路交通法第四十二条により、車は次のような場所を通行するときは徐行しなければならないと定められている。
1. 「徐行」の道路標識等があるところ。
2. 左右の見通しが利かない交差点に入ろうとするとき。（信号機や警察官等の手信号による交通整理が行われている場合及び優先道路を通行している場合を除く[3]）。
3. 交差点内で左右の見通しが利かない部分を通行しようとするとき（信号機や警察官等の手信号による交通整理が行われている場合及び優先道路を通行している場合を除く[3]）。
4. 道路の曲がり角付近。
5. 上り坂の頂上付近。
6. 勾配の急な下り坂。

## 徐行すべき場合（各条）
前述の通則のほか、各場面において、道路交通法により車は次のような場合は徐行しなければならないと定められている。
1. 警察署長の許可を受けて歩行者用道路を通行するとき。（第九条）
2. 歩行者等の側方を通過するときに安全な間隔がとれないとき。（第十八条）
3. 道路外に出るため右左折するとき。（第二十五条）
4. 乗客が乗降するために停止中の路面電車の側方を通過するときに安全地帯があるとき。または乗降客が居ない停止中の路面電車との間に1.5メートル以上の間隔があるとき。（第三十一条）
5. 交差点で右左折するとき。（第三十四条）
6. 環状交差点に入り、環状交差点内を通行し、環状交差点を出るまで。（第三十五条の二）
7. 交差道路が優先道路や道幅の広い道路であってそれに進入するとき。（第三十六条）
8. 緊急自動車が法令の規定により停止しなければならない場所を通過するとき。（第三十九条）
9. 普通自転車が歩道を通行するとき。（第六十三条の四）
このほか普通自転車通行指定部分も参照のこと。
10. ぬかるみや水たまりの場所を通行するとき。（第七十一条一）
11. 身体障害者(車いす、つえ、盲導犬)や保護者が付き添わない児童、幼児、高齢者の通行を妨げないようにするとき。（第七十一条二、二の二）
12. 児童、幼児などが乗降するため停止中の通学通園バスの側方を通過するとき。（第七十一条二の三）
13. 道路の左側部分に設けられた安全地帯の側方を通過する場合において、当該安全地帯に歩行者がいるとき。（第七十一条三）

## 標識等による指定

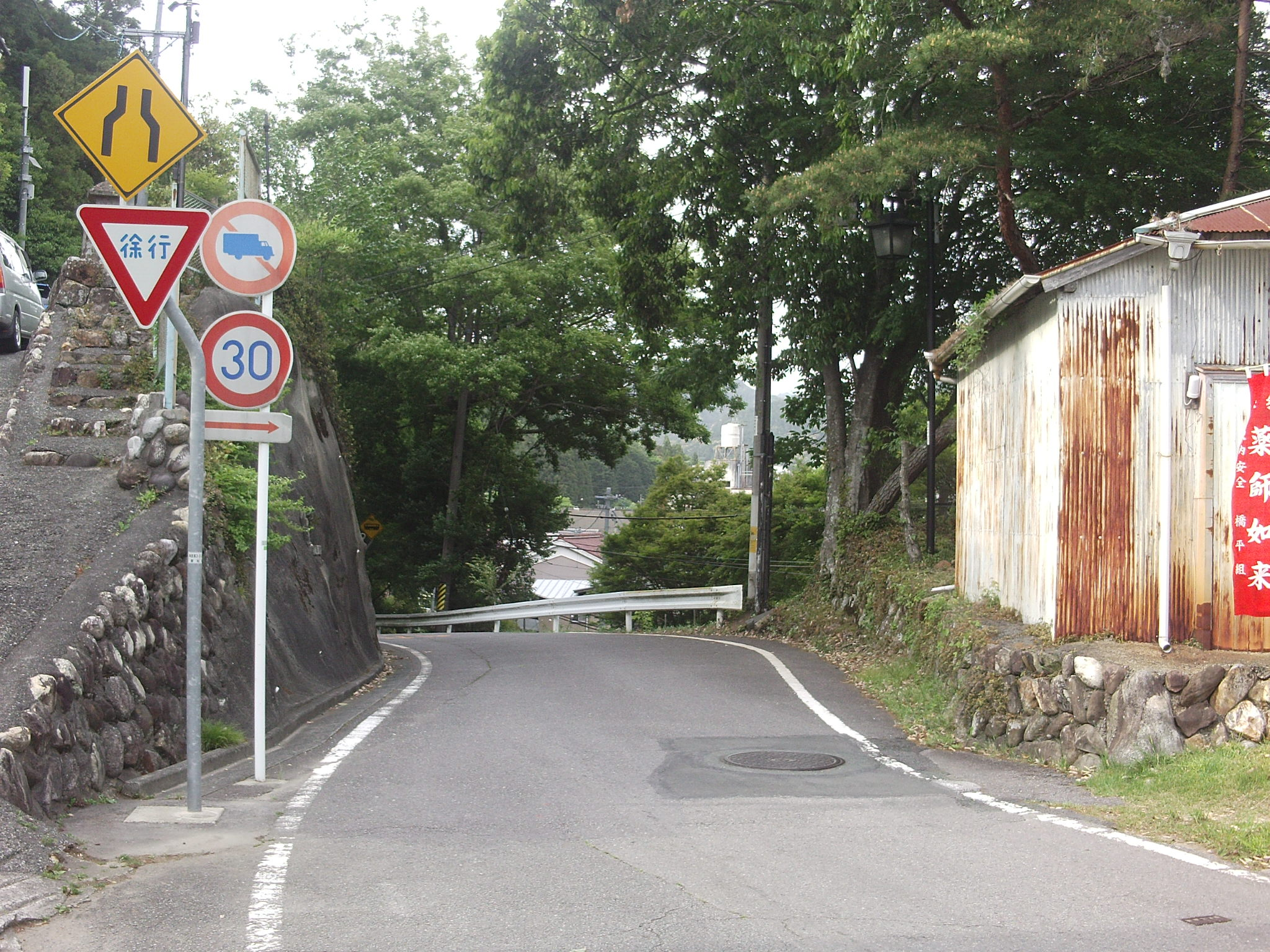
公安委員会ではなく、道路管理者によって範囲が指定されない標識が設置されることがある。

徐行区間の始まりと終わりの地点の左側に徐行標識を設置し、始まりの地点に始まりの補助標識、終わりの地点に終わりの補助標識をそれぞれ併せて設置する。
ただし、規制区間がおおむね30メートル未満の場合には始まりの補助標識の代わりに「ここから○○ｍ」の補助標識を設置することで終わりの標識を省略することができる。

## 罰則
- 徐行場所違反の罰則は三月以下の懲役又は五万円以下の罰金であり、違反点数は2点である。
- ただし、交通反則通告制度の対象であるため、違反の事実や反則金の額について争わない場合は、反則金を納付することで、刑事手続を受けることなく処理することができる。反則金の額は大型車9000円、普通車7000円、二輪車6000円、小型特殊車・原付車5000円である

## 日本以外での徐行
徐行は日本独自の規制であるが、類似の最高速度標識は世界中で見られる。

韓国では日本と同様の徐行標識が使用されており、ゆっくりと進まなければならない
国によってはen:Living street内部に最高速度を設定している場合があり、20 km/hなどが主流であるが、オーストリアのWohnstraßeでは人が歩く速度と定義している[5]
ドイツのVerkehrsberuhigter Bereichでも人が歩く速度と定義しており、判例では4 - 7 km/h程度である[6] 自転車にも適用される
スウェーデンのGångfartsområde(Walking speed area)も人が歩く速度よりも早い速度で走行してはならない[7]
セルビアのZona usporenog saobraćaja（低速交通ゾーン）では、車両は歩行者よりも早い速度で通行してはならず、最大でも10 km/h。また、歩行者や自転車の通行を妨げてはいけない[8]。
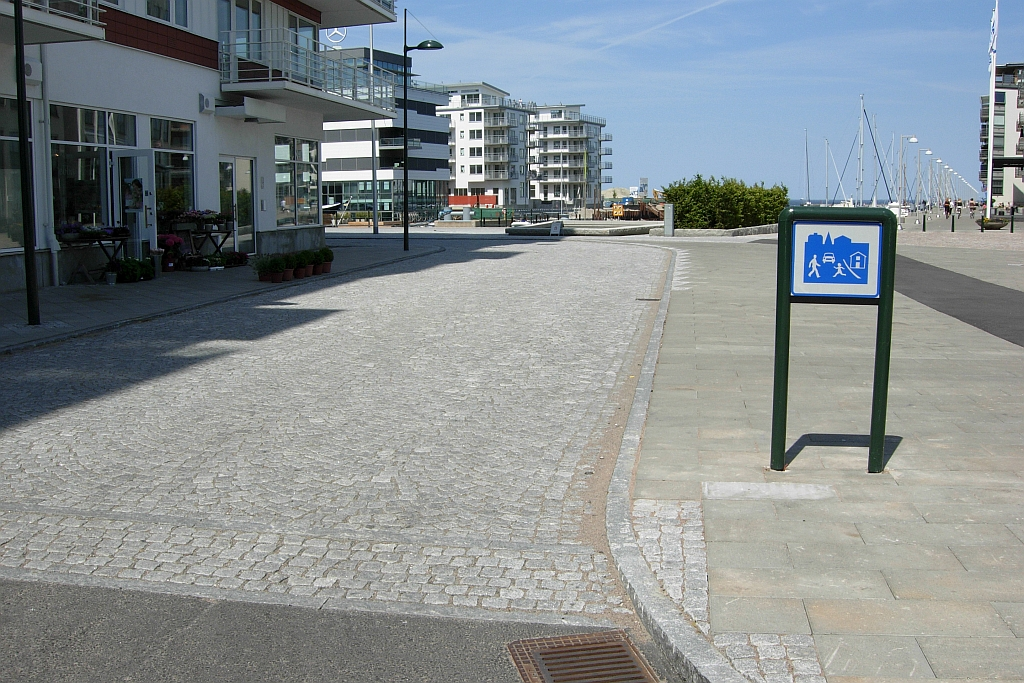
Living Streetsの区域入口の例（スウェーデン）
Living Streetsの区域終了の標識の例（スウェーデン）
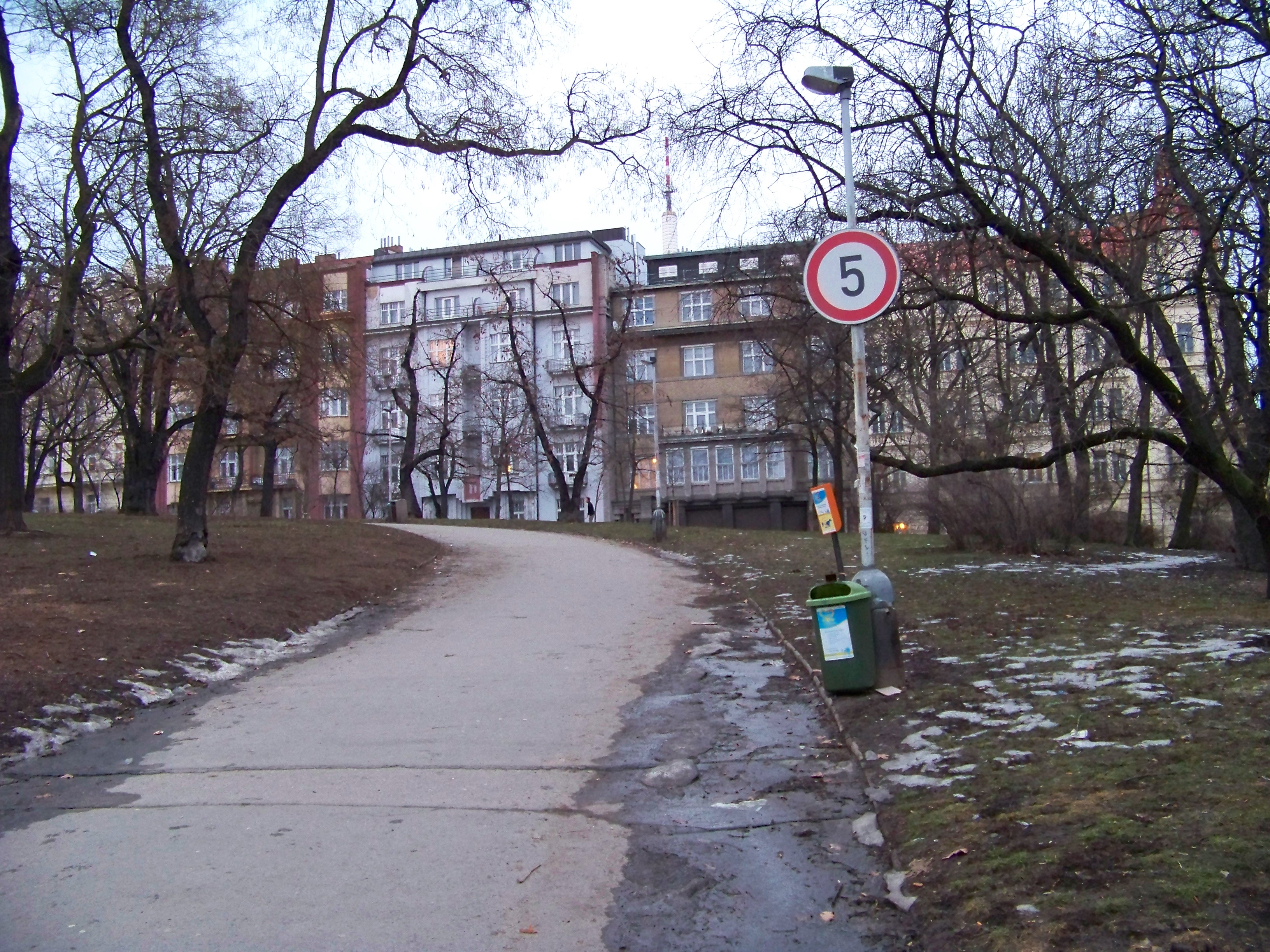
5 km/hの道路 チェコ
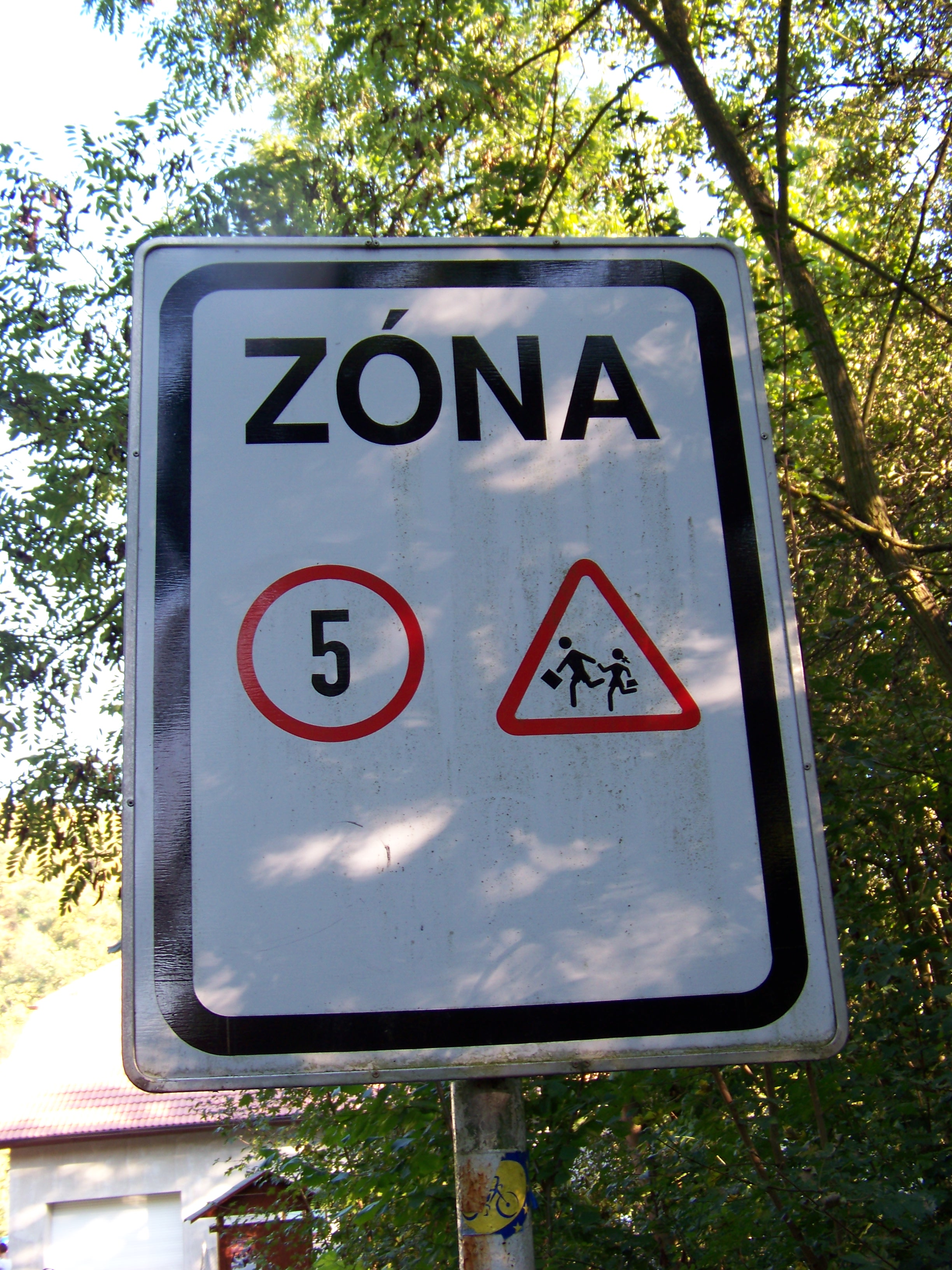
ゾーン5区域 チェコ
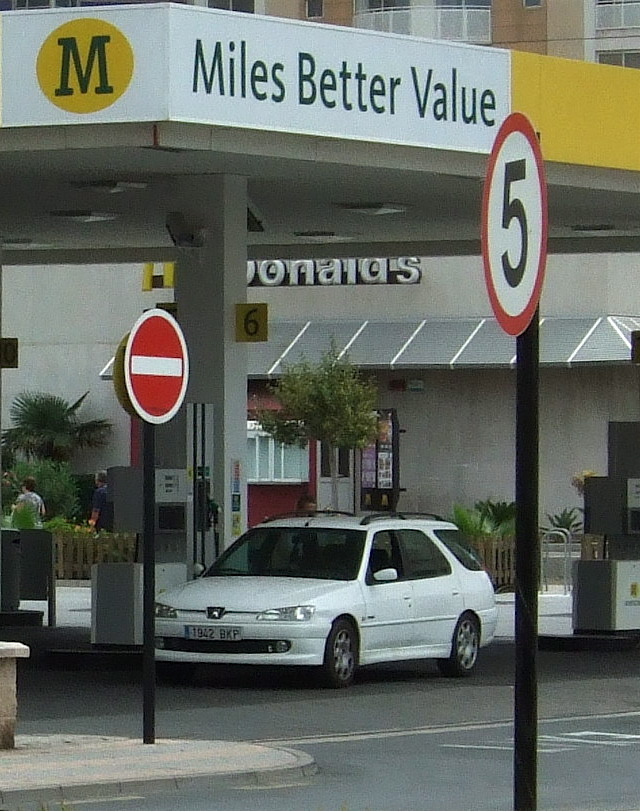
5 km/hの標識 ジブラルタル
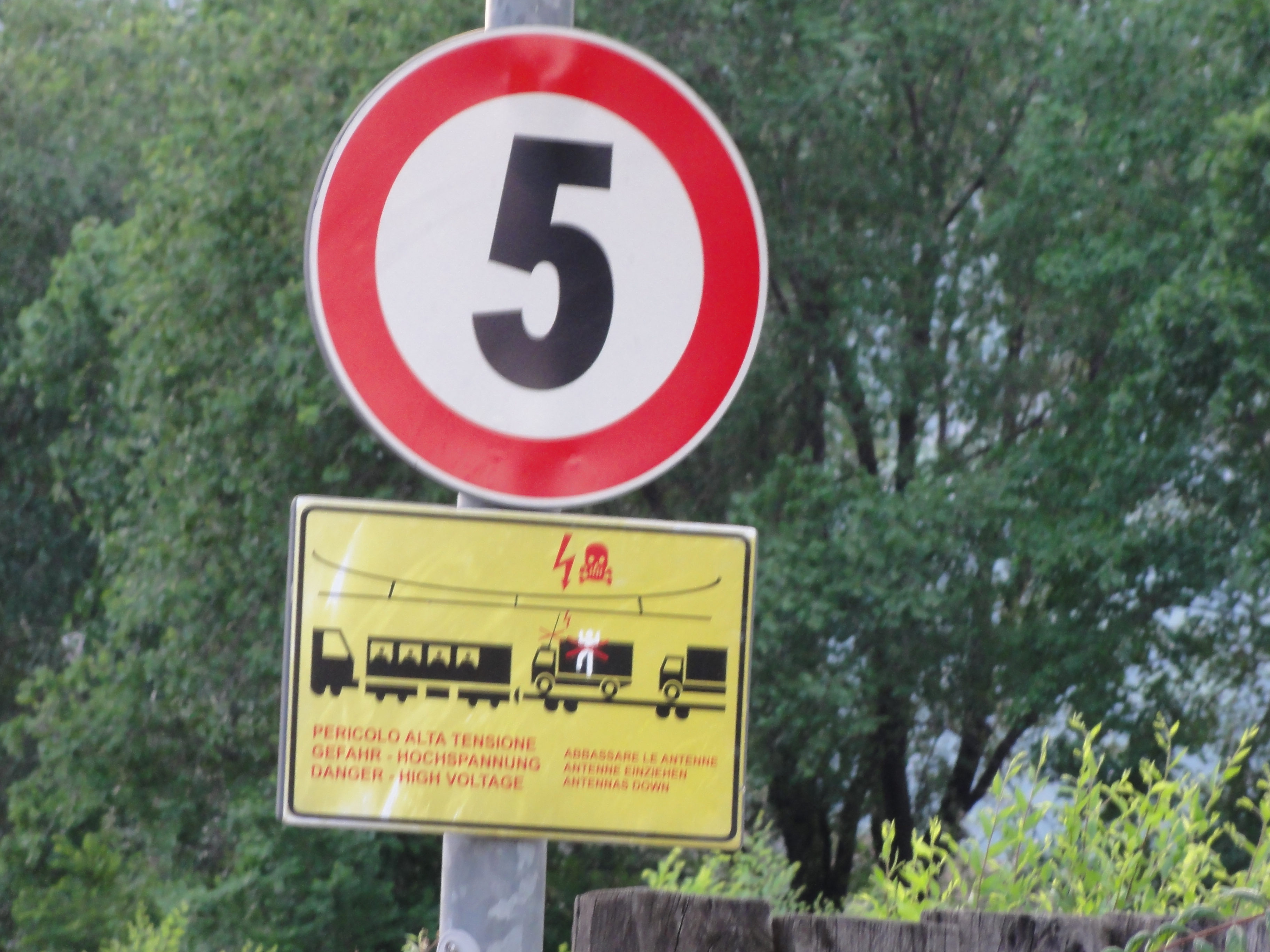
5 km/hの標識 イタリア
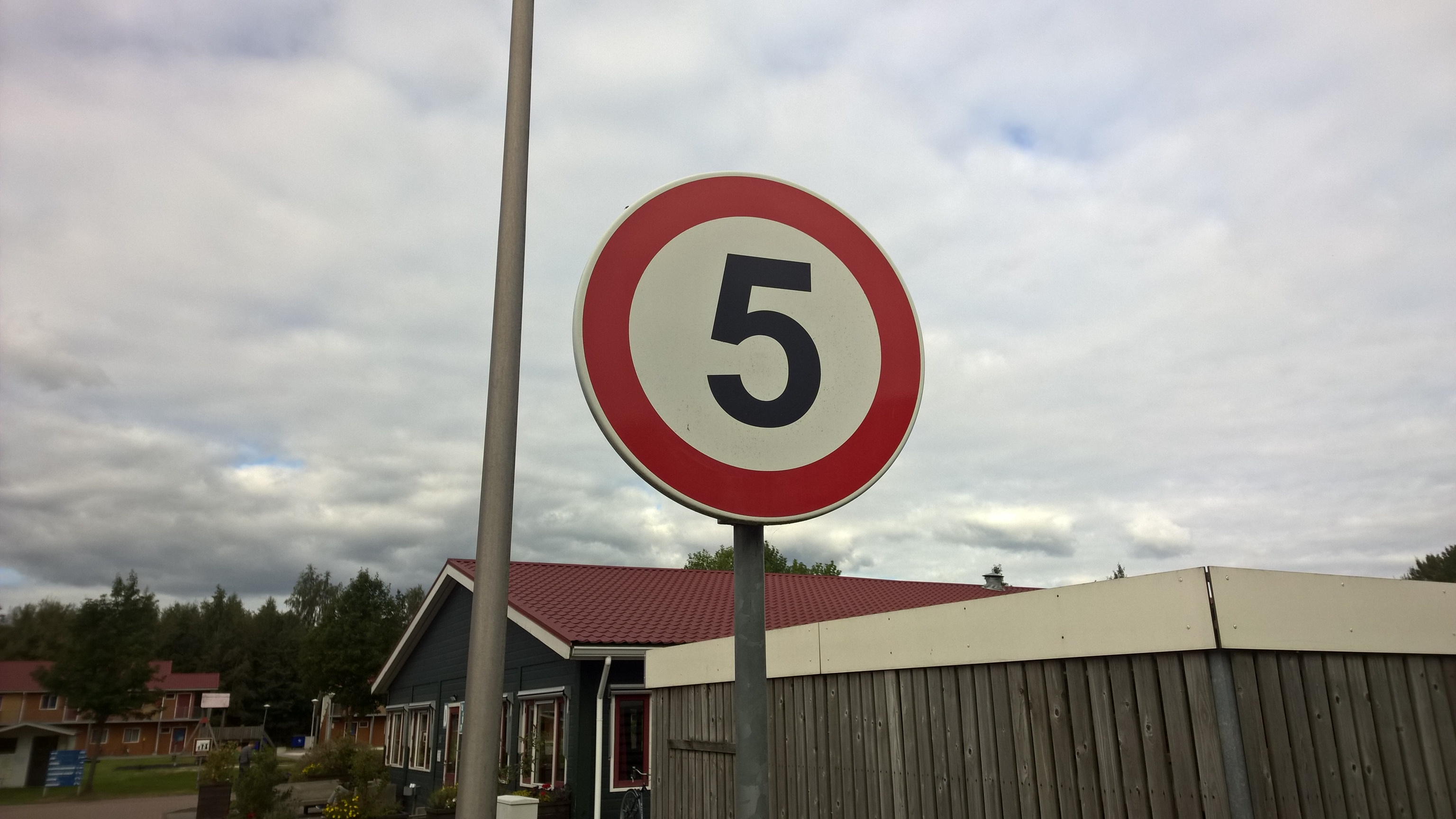
5 km/hの標識 オランダ
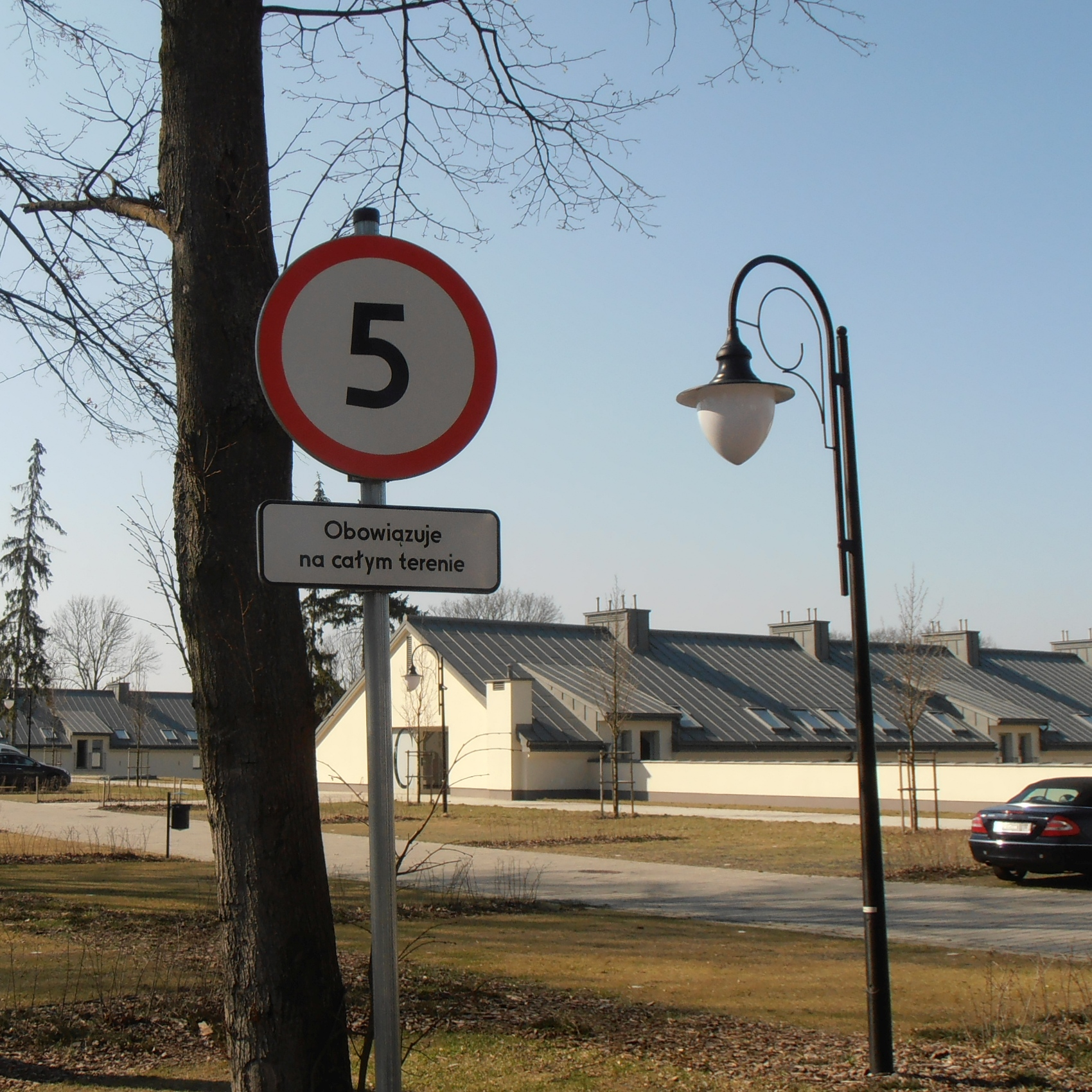
5 km/hの標識 ポーランド
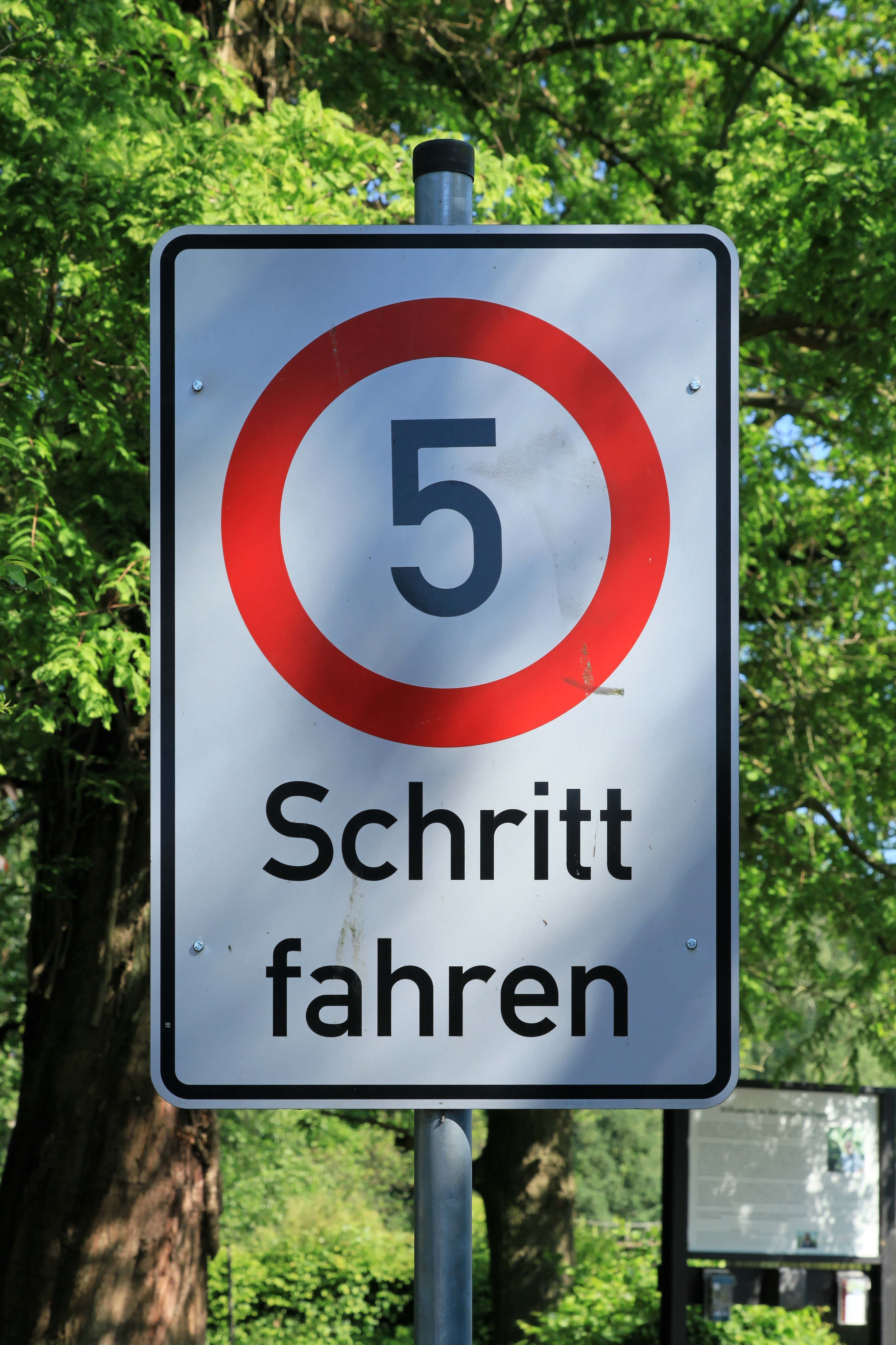
5 km/hの標識 ドイツ
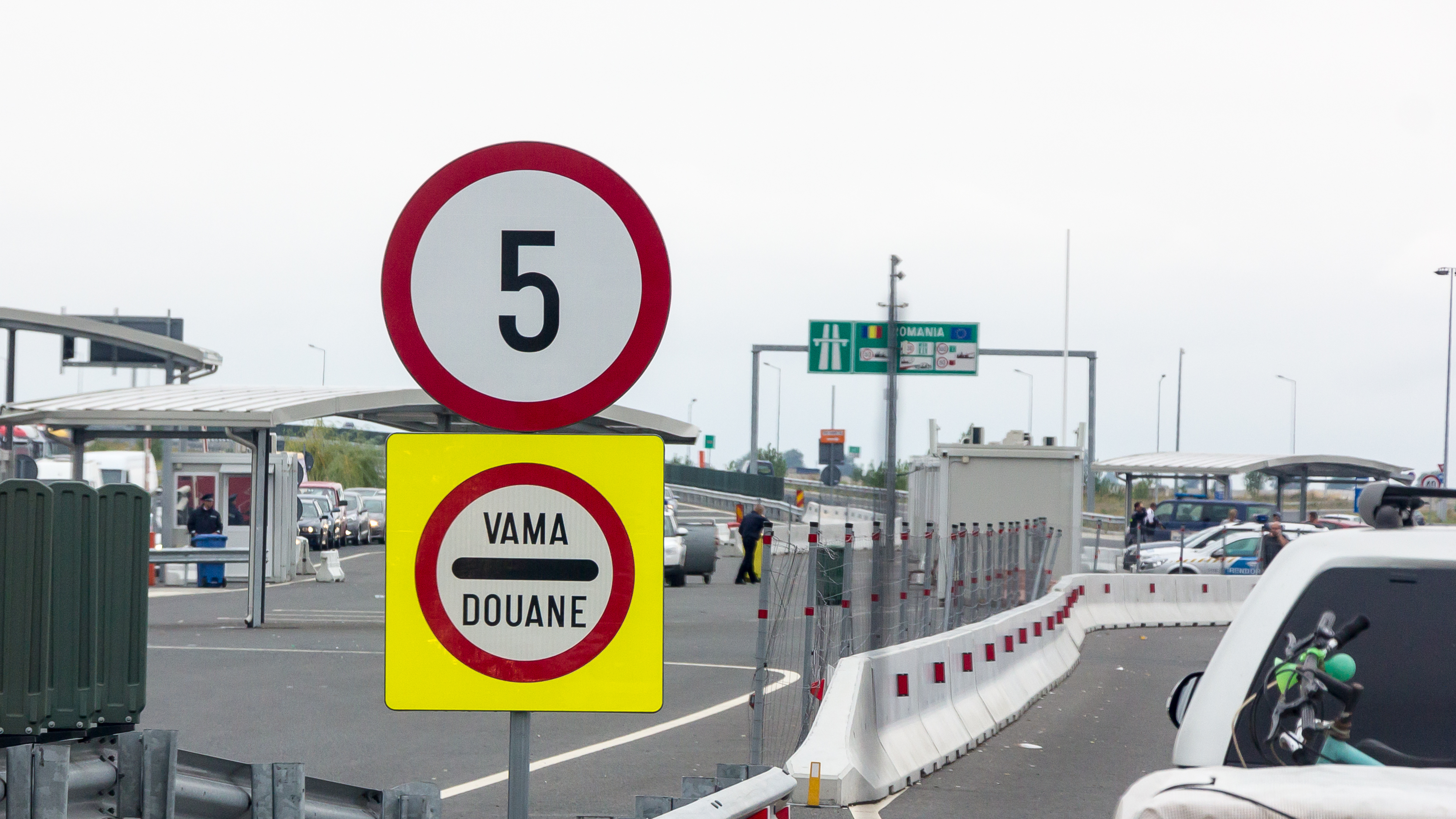
5 km/hの標識 ハンガリー
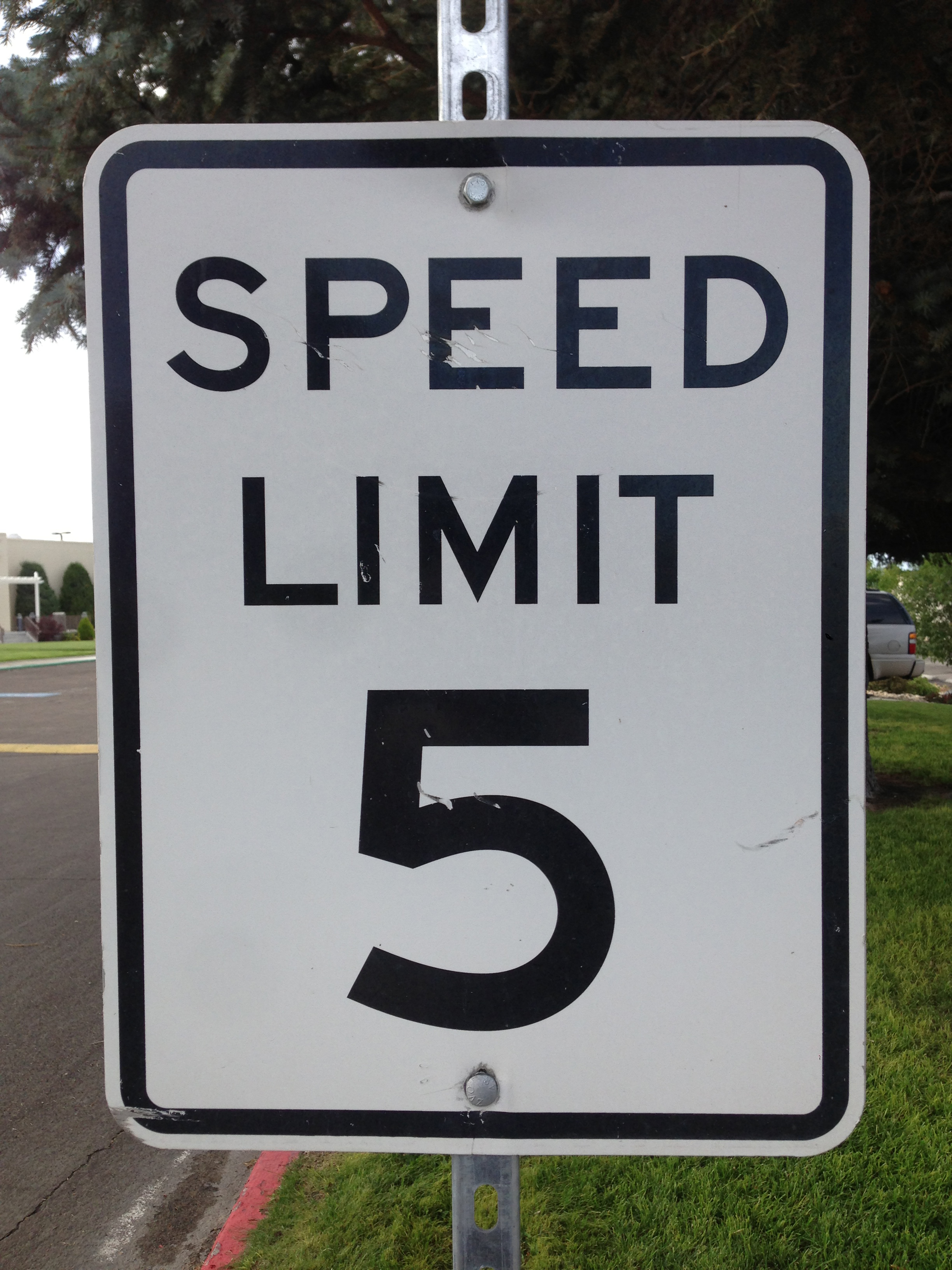
5マイル毎時 (8.0 km/h)の標識 アメリカ合衆国ネバダ州
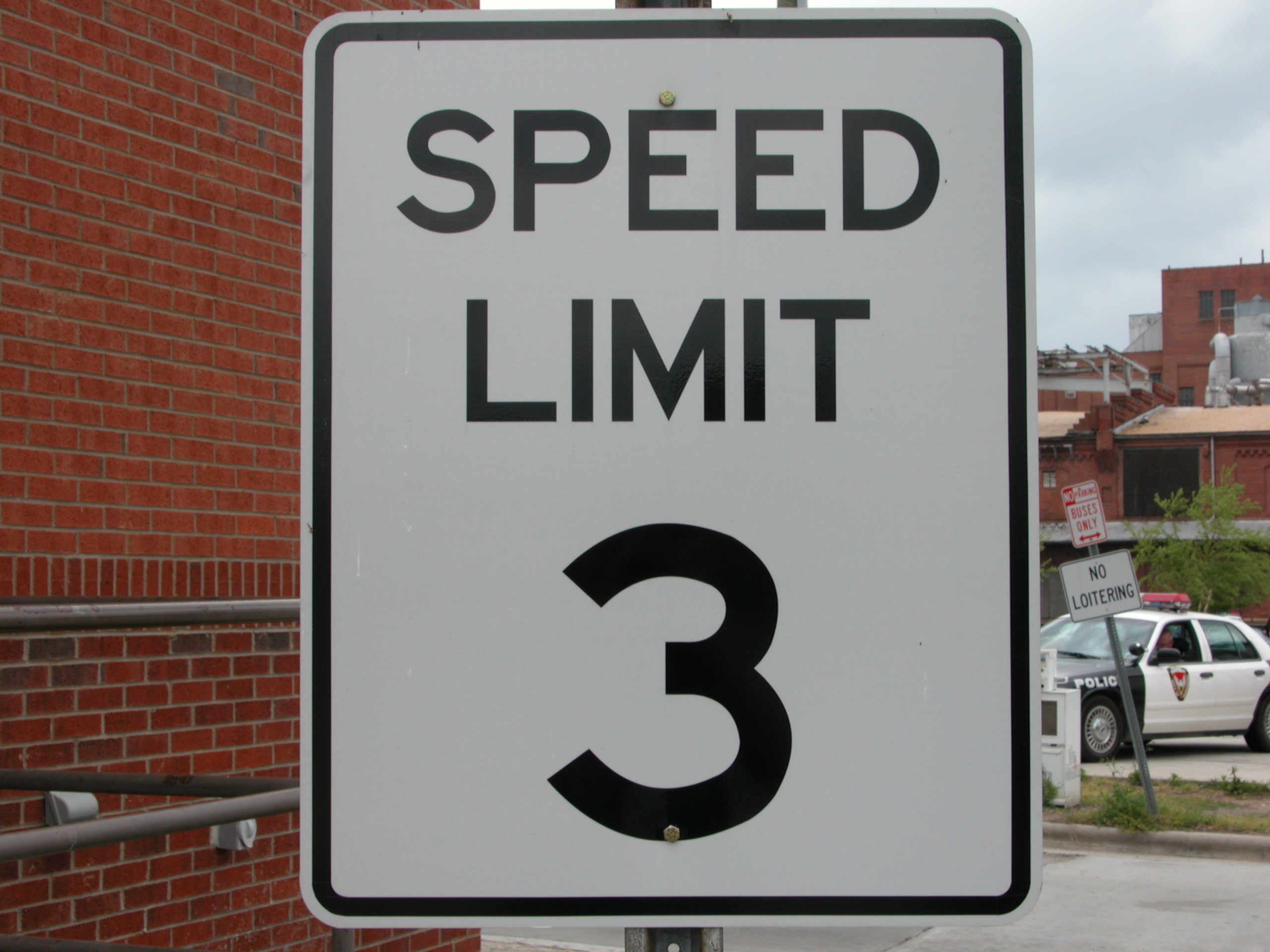
5 mph刻みではない3マイル毎時 (4.8 km/h)の変わった標識 アメリカ合衆国ノースカロライナ州
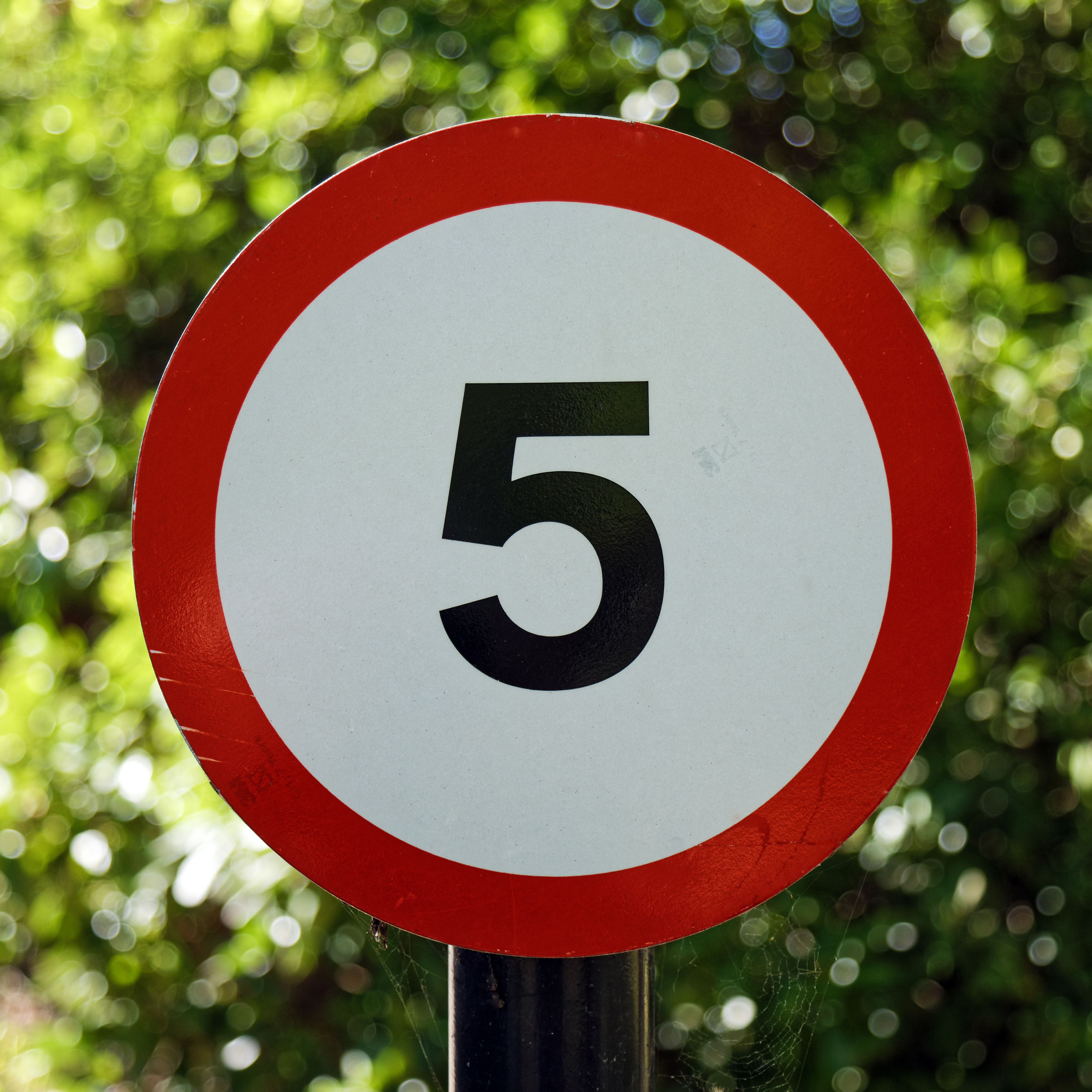
5マイル毎時 (8.0 km/h)の標識 イギリス
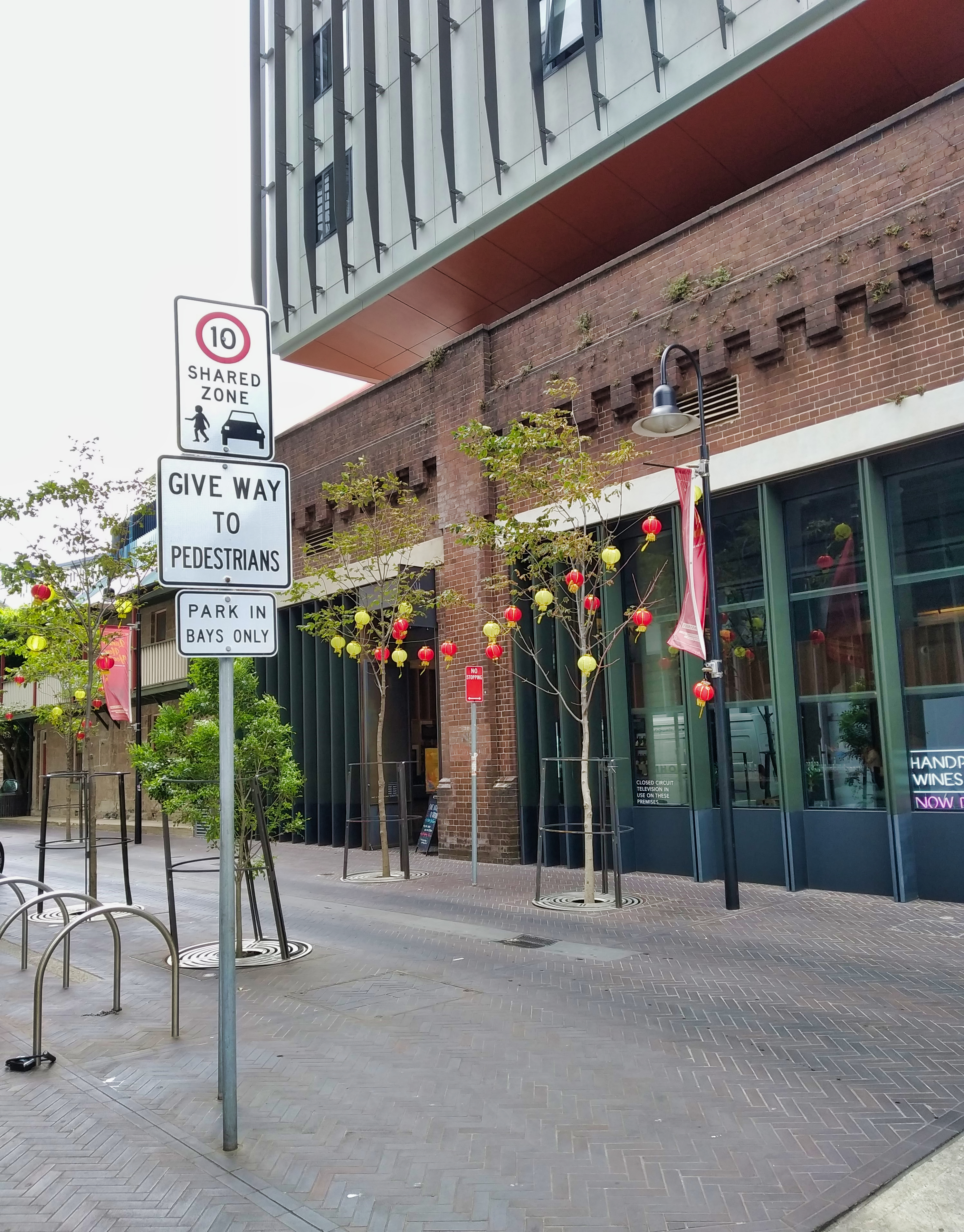
オーストラリアのen:Shared Zoneでは一般的な10 km/h制限
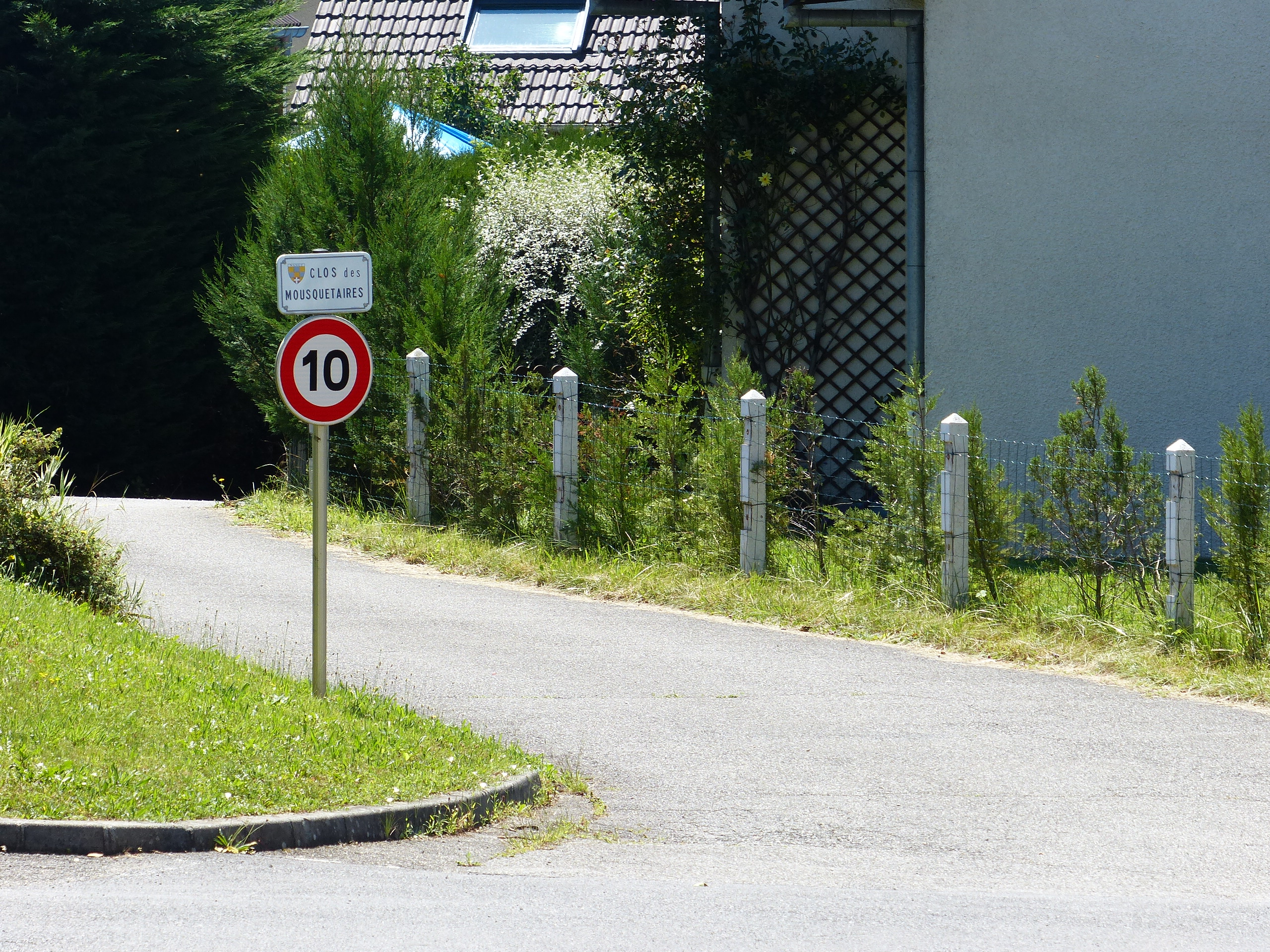
10 km/hの道路 フランス
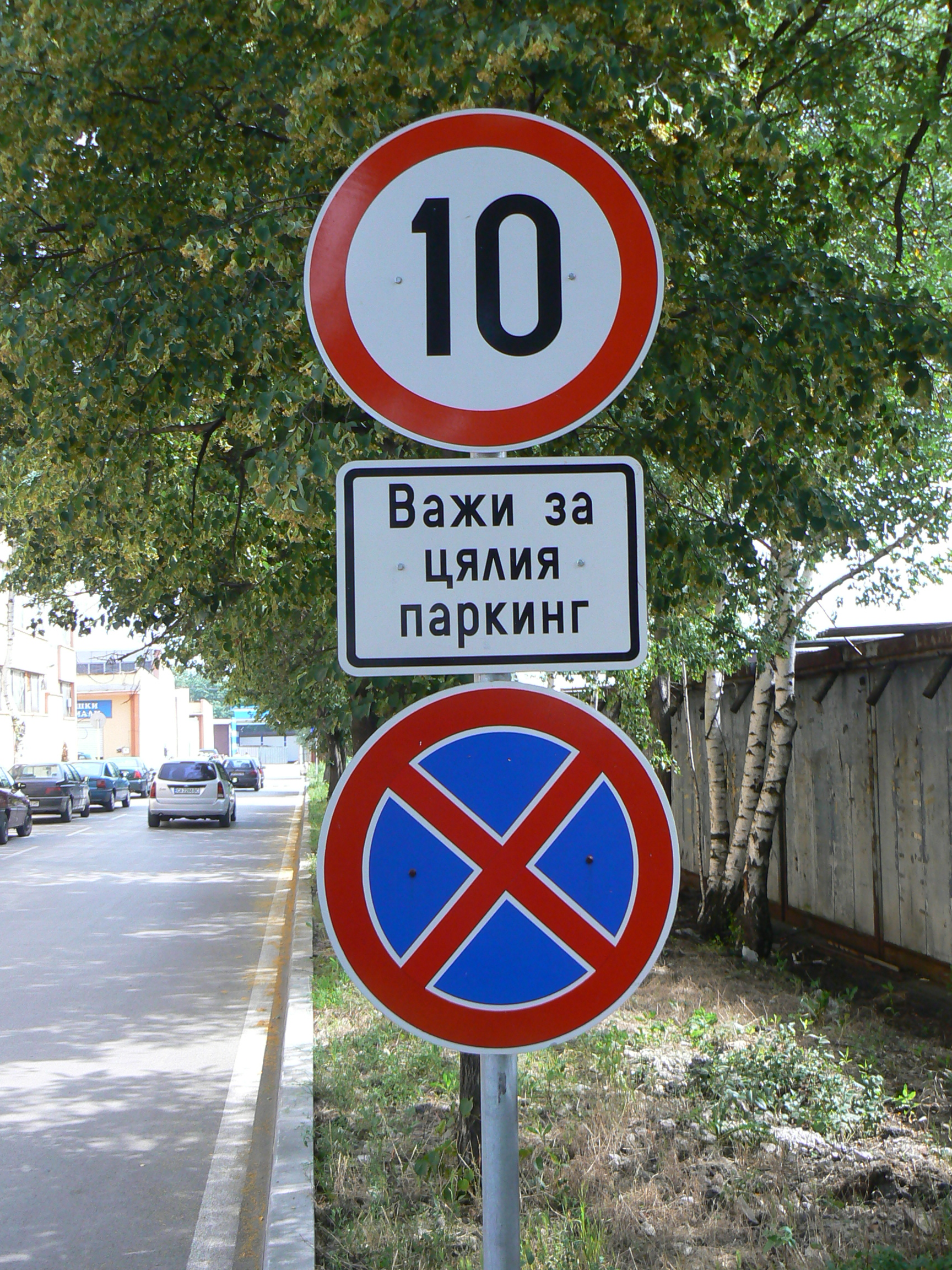
10 km/hの道路 ブルガリア
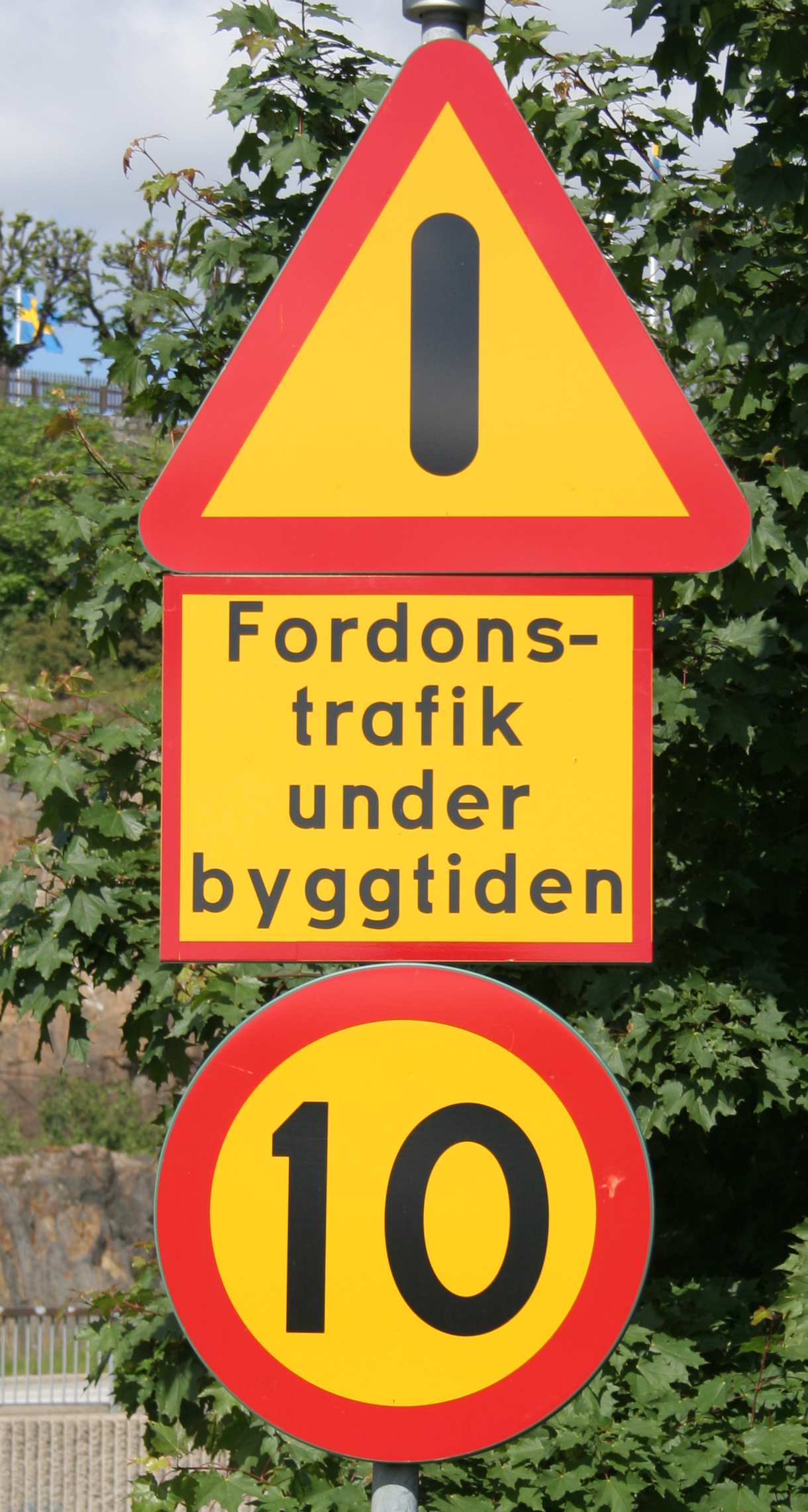
10 km/hの標識 スウェーデン
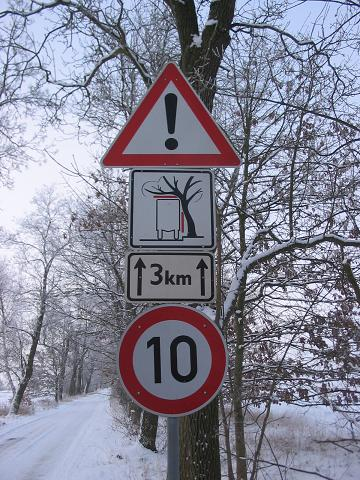
10 km/hの道路 ドイツ
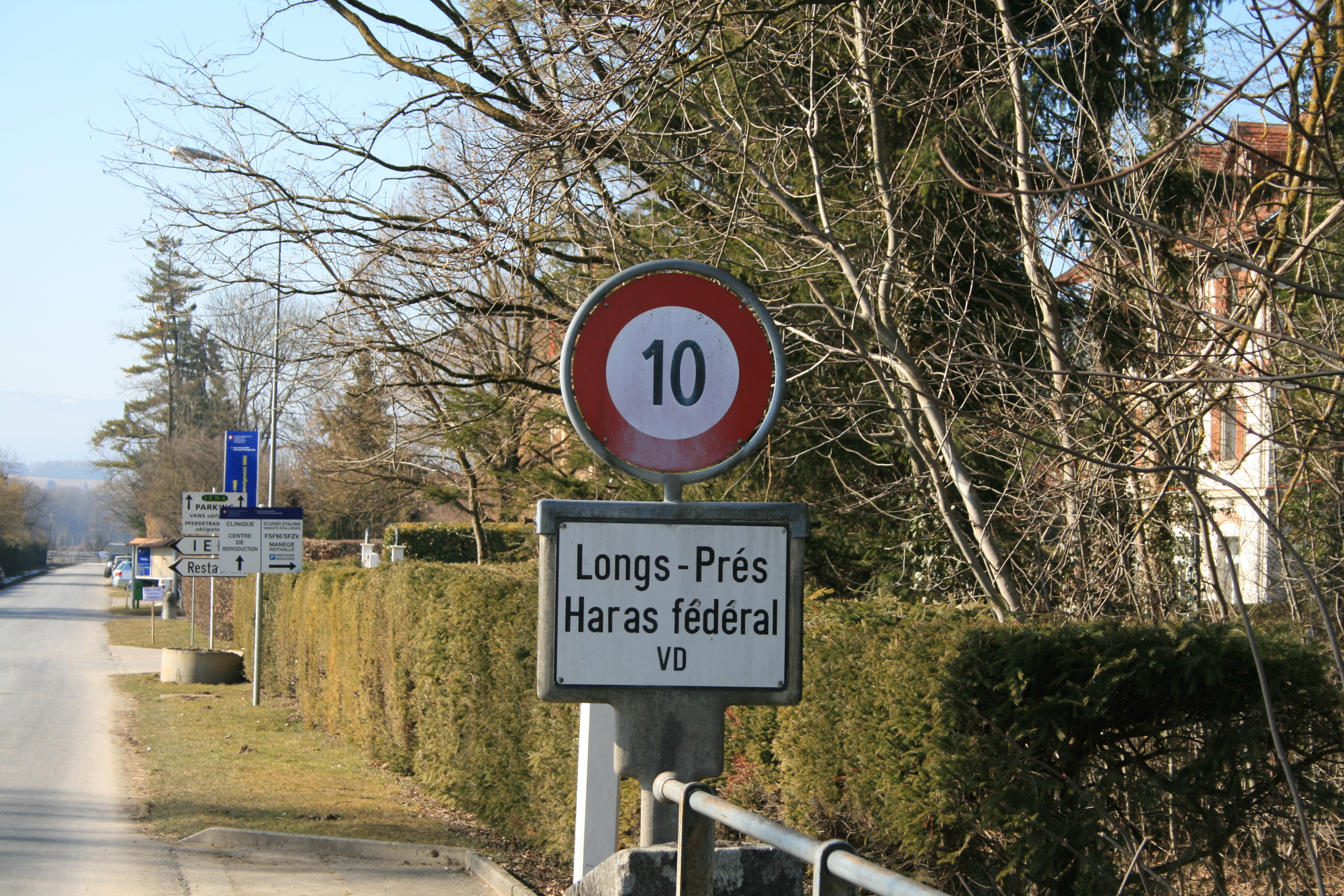
10 km/hの道路 スイス
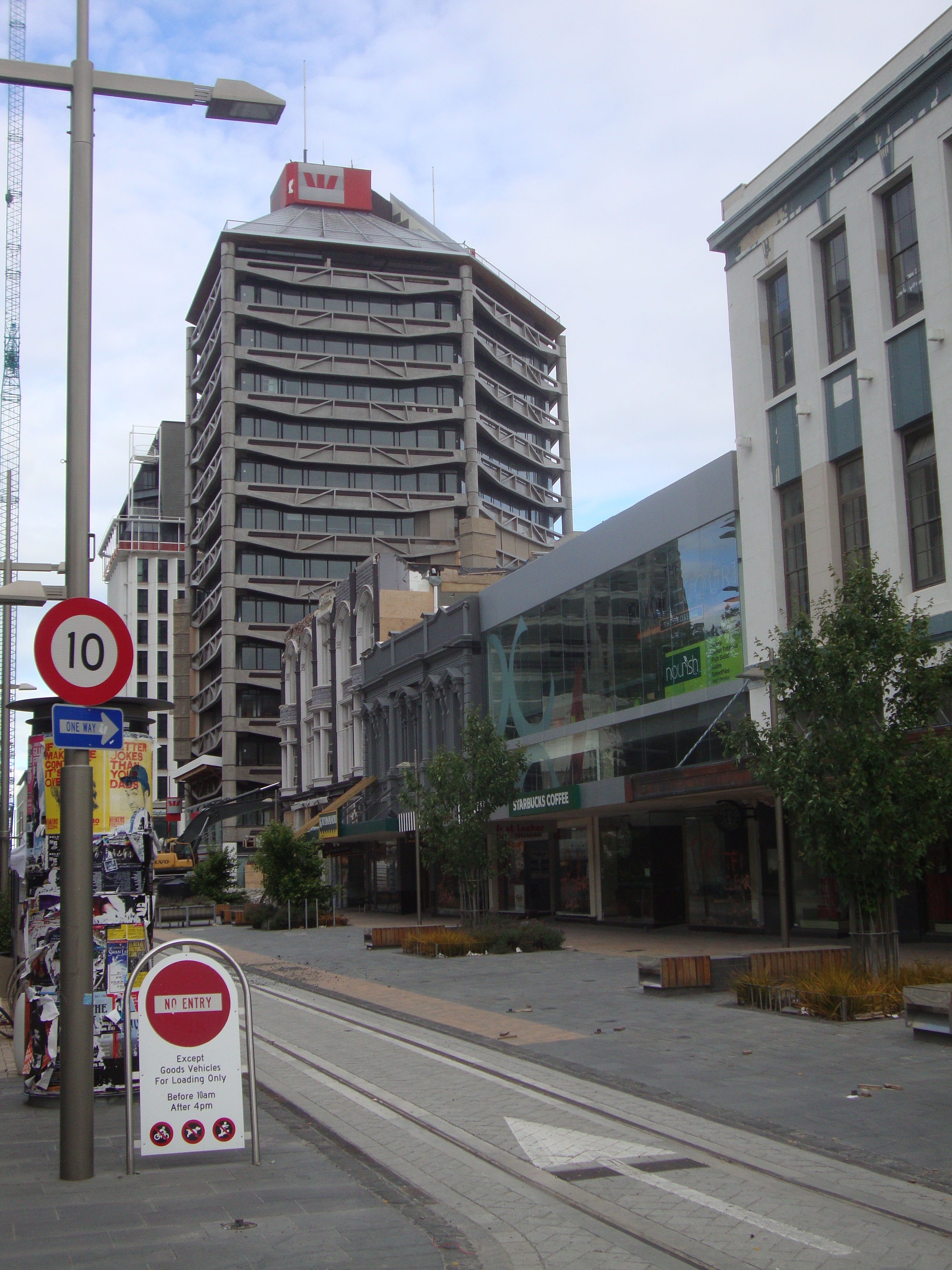
10 km/hの道路 ニュージーランド
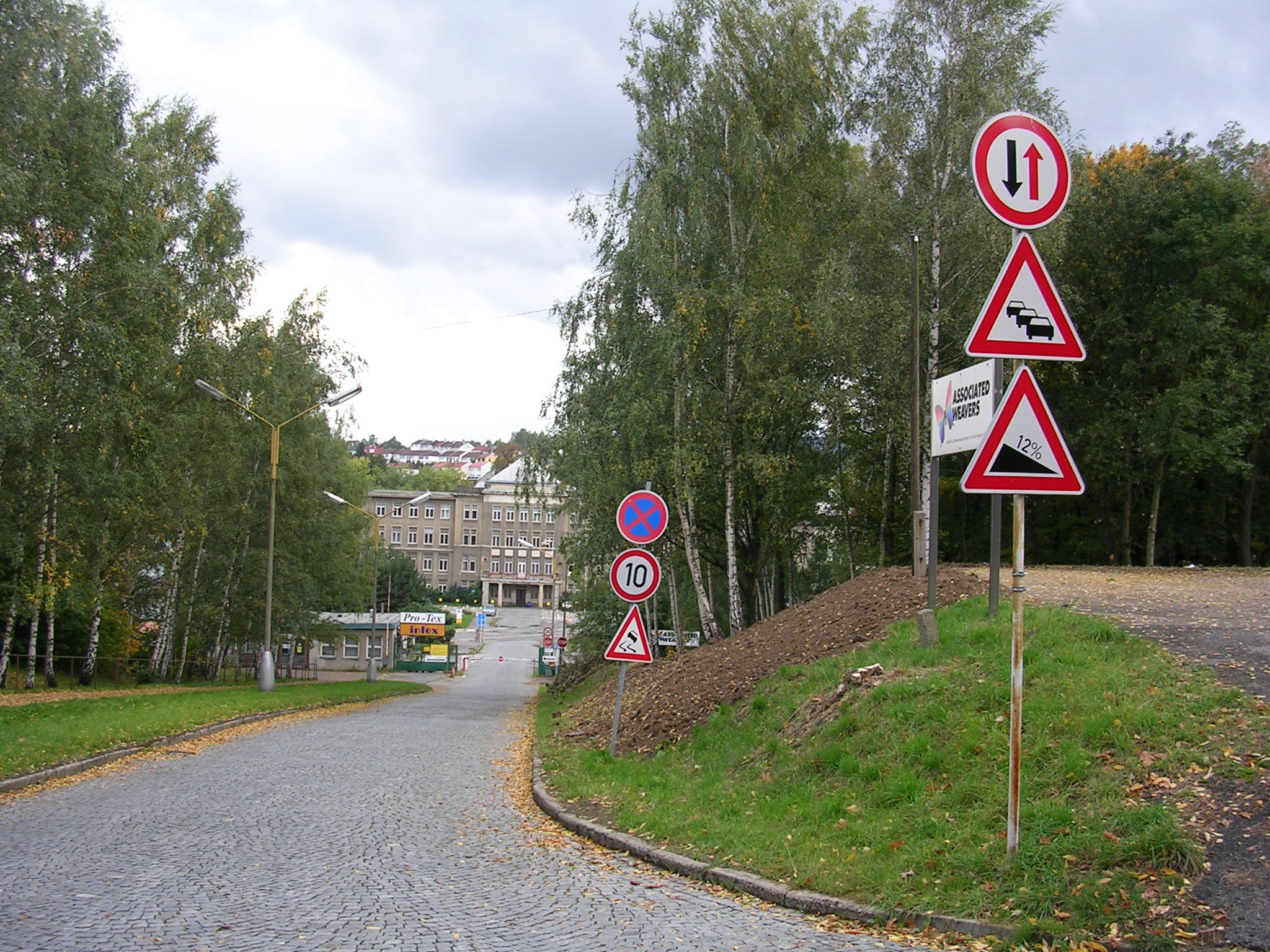
10 km/hの道路 チェコ
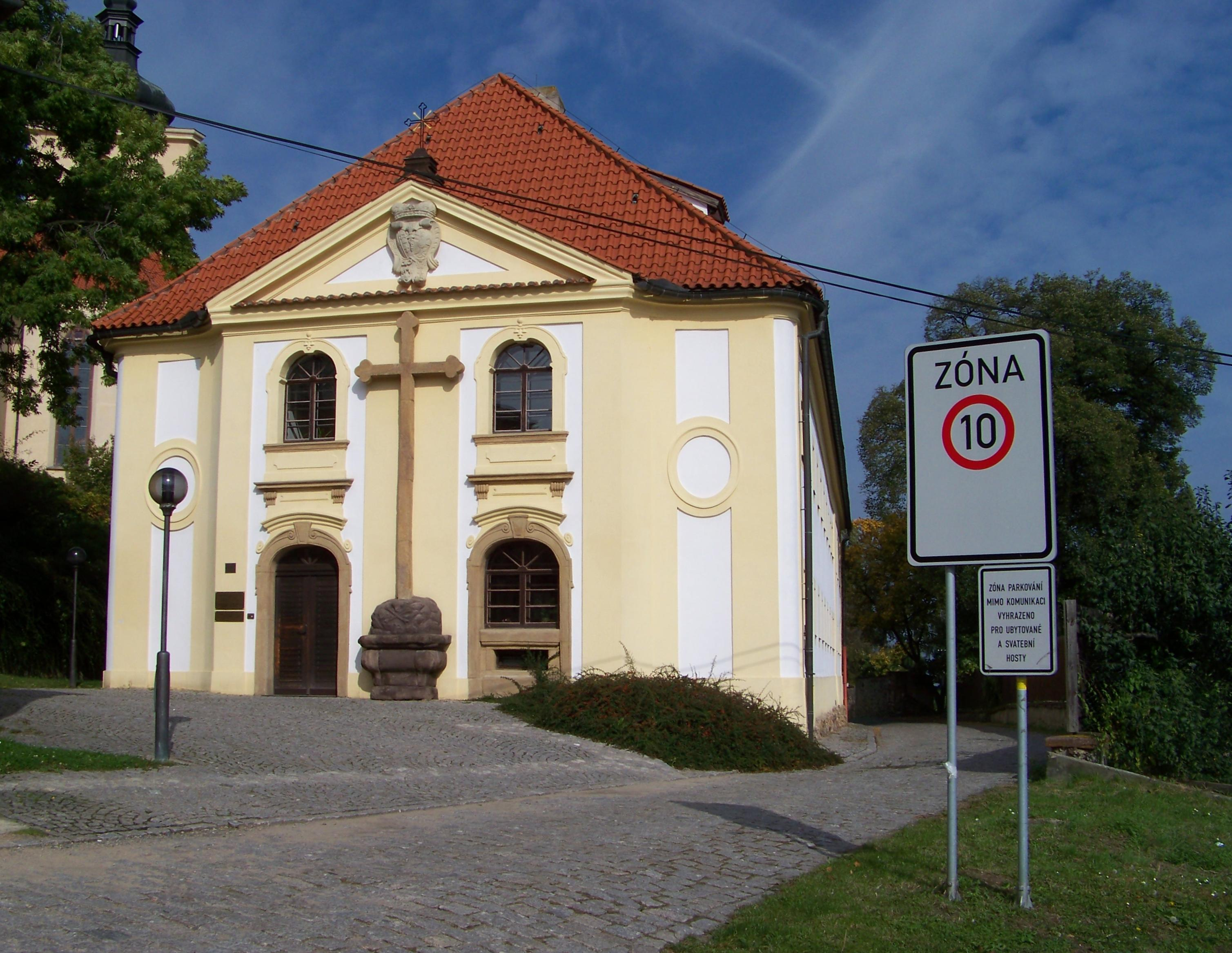
ゾーン10区域 チェコ
オランダのWoonerfは最高15 km/hであり、徐行と呼べる速度ではないが、比較的低速である。
ノルウェーのGatetun(Courtyards)は最高15 km/hであり、徐行と呼べる速度ではないが、比較的低速である。
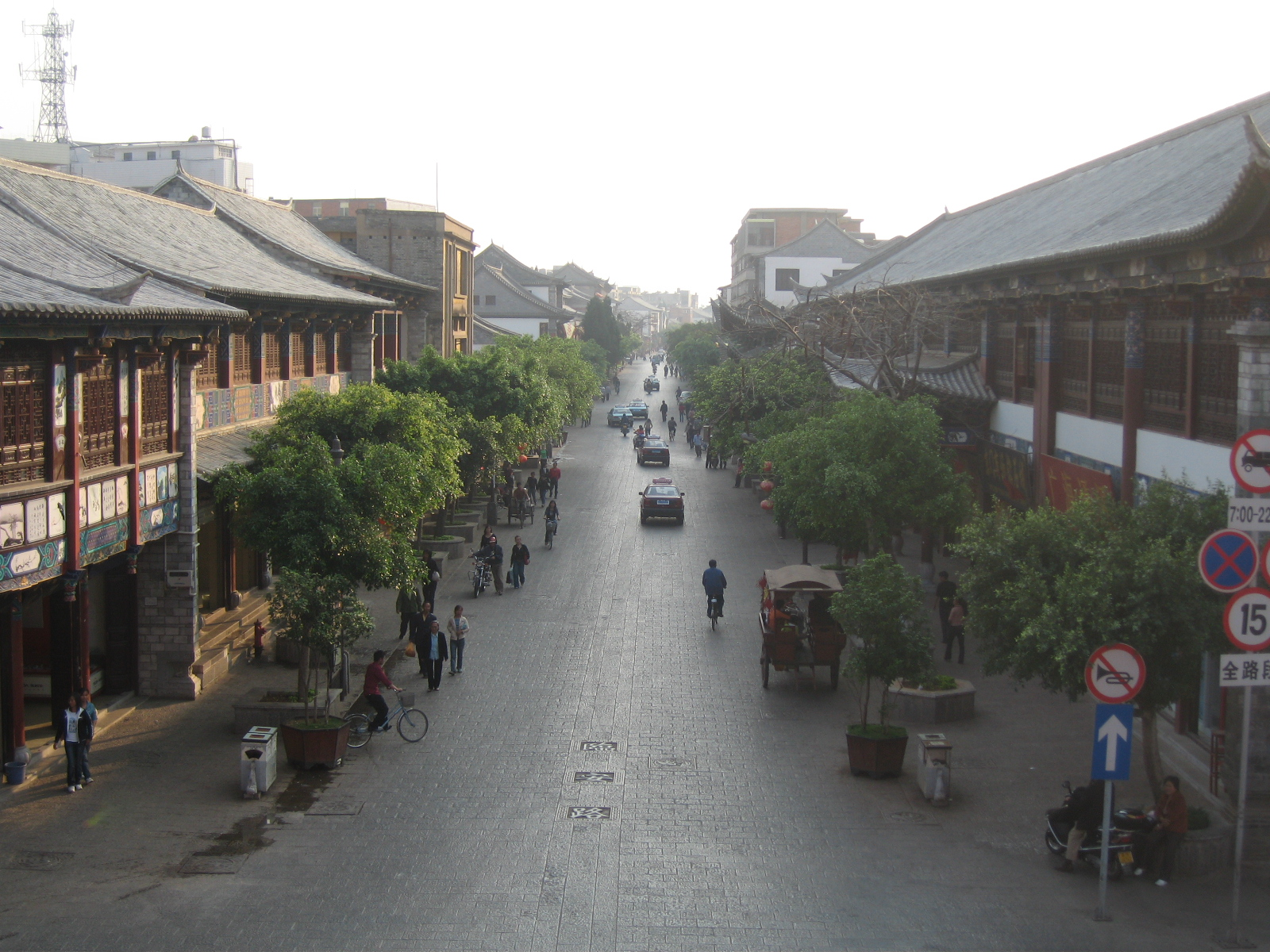
徐行と呼べる速度ではないが、比較的低速な15 km/hの道路 中国

## 鉄道の徐行
いつも同じところで同じように速度を落として走る制限速度とは異なり、臨時に速度を落として走ることをいう。制限速度がカーブやポイントで減速するのに対して、徐行は強風・豪雨などの自然災害や、それによる線路の破損、また工事などで線路がしっかり踏み固まっていない場合などに行う。
徐行の区間や速度はあらかじめ通告がある。線路の破損や工事などで徐行する場合は、徐行区間の手前に「徐行予告信号機」という標識を、徐行区間の開始地点に「徐行信号機」という標識が、徐行区間の終点に「徐行解除信号機」という標識がある。この信号機については日本の鉄道信号#臨時信号機を参照。